# Райнхард фон Бланкенбург
Райнхард фон Бланкенбург (на немски: Reinhard von Blankenburg; † 2 март 1123, Халберщат) е от 1107 до 1123 г. епископ на Халберщат.

## Духовна кариера
Първо е канониик и пробст във Вормс. През 1107 г. крал Хайнрих V го издига в Гослар на епископ на Халберщат. Той прави като епископ дарения на манастири.
Той е чичо на граф Попо I фон Бланкенбург, на когото помага и дава земи.